# Mordella lacsonensis
Mordella lacsonensis es una especie de coleóptero de la familia Mordellidae. Presenta las siguientes subespecies: M. l. coomani, M. l. lacsonensis y M. l. prescutellaris.

## Distribución geográfica
Habita en  Tonkín (Vietnam).